# Österreichische Alpine Skimeisterschaften 1969
Die Österreichischen Alpinen Skimeisterschaften 1969 fanden vom 20. bis zum 23. Februar in Kaprun statt.

## Herren

### Abfahrt
| Platz | Name                 | Zeit        |
| ----- | -------------------- | ----------- |
| 01    | Karl Cordin          | 2:21,81 min |
| 02    | Franz Digruber       | 2:22,57 min |
| 03    | David Zwilling       | 2:22,96 min |
| 04    | Reinhard Tritscher   | 2:23,20 min |
| 05    | Herbert Huber        | 2:23,35 min |
| 06    | Alfred Matt          | 2:23,71 min |
| 07    | Franz Rauter         | 2:23,88 min |
| 08    | Franz Schaller       | 2:24,29 min |
| 09    | Peter Paul Etschmann | 2:24,36 min |
| 10    | Kurt Recher          | 2:24,39 min |

Datum: 21. Februar 1969

Ort: Kaprun

Piste: Maiskogel

Streckenlänge: 3400 m, Höhendifferenz: 830 m

Tore: 23

### Riesenslalom
| Platz | Name                 | Zeit        |
| ----- | -------------------- | ----------- |
| 01    | Alfred Matt          | 1:55,15 min |
| 02    | Reinhard Tritscher   | 1:56,71 min |
| 03    | Kurt Berthold        | 1:57,00 min |
| 04    | Herbert Huber        | 1:57,73 min |
| 05    | Rudolf Sailer        | 1:58,06 min |
| 06    | Norbert Wendner      | 1:58,90 min |
| 07    | Josef Pechtl         | 1:59,11 min |
| 08    | Peter Schmoll        | 1:59,21 min |
| 09    | Werner Bleiner       | 1:59,41 min |
| 10    | Peter Paul Etschmann | 1:59,56 min |

Datum: 22. Februar 1969

Ort: Kaprun

### Slalom
| Platz | Name           | Zeit        |
| ----- | -------------- | ----------- |
| 01    | Gerhard Riml   | 1:38,22 min |
| 02    | Alfred Matt    | 1:39,28 min |
| 03    | Werner Bleiner | 1:39,38 min |
| 04    | Karl Cordin    | 1:40,92 min |
| 05    | Franz Schaller | 1:41,97 min |
| 06    | Werner Fiegl   | 1:42,29 min |
| 07    | Paul Mitterer  | 1:43,16 min |
| 08    | Ebner          | 1:43,55 min |
| 09    | Josef Loidl    | 1:44,32 min |
| 10    | Alfred Stock   | 1:44,71 min |

Datum: 23. Februar 1969

Ort: Kaprun

### Kombination
Die Kombination setzt sich aus den Ergebnissen von Slalom, Riesenslalom und Abfahrt zusammen.
| Platz | Name                 | Punkte  |
| ----- | -------------------- | ------- |
| 01    | Alfred Matt          | 014,961 |
| 02    | Gerhard Riml         | 043,420 |
| 03    | Josef Loidl          | 076,171 |
| 04    | Alfred Stock         | 077,855 |
| 05    | Peter Paul Etschmann | 082,502 |
| 06    | Werner Fiegl         | 086,075 |
| 07    | Peter Schmoll        | 112,295 |
| 08    | Reinhard Tritscher   | 116,659 |
| 09    | Marl                 | 120,908 |
| 10    | Hermann Brandstätter | 125,084 |

## Damen

### Abfahrt
| Platz | Name              | Zeit        |
| ----- | ----------------- | ----------- |
| 01    | Olga Pall         | 2:09,41 min |
| 02    | Wiltrud Drexel    | 2:10,15 min |
| 03    | Dora Storm        | 2:11,06 min |
| 04    | Brigitte Seiwald  | 2:11,29 min |
| 05    | Bernadette Rauter | 2:11,39 min |
| 06    | Annemarie Pröll   | 2:11,61 min |
| 07    | Gertrud Gabl      | 2:12,51 min |
| 08    | Heidi Koler       | 2:14,25 min |
| 09    | Grete Karlbauer   | 2:14,38 min |
| 10    | Heidi Zimmermann  | 2:14,50 min |

Datum: 21. Februar 1969

Ort: Kaprun

Piste: Maiskogel

Streckenlänge: 2800 m, Höhendifferenz: 700 m

Tore: 19

### Riesenslalom
| Platz | Name              | Zeit        |
| ----- | ----------------- | ----------- |
| 01    | Heidi Zimmermann  | 1:19,35 min |
| 02    | Annemarie Pröll   | 1:19,81 min |
| 03    | Bernadette Rauter | 1:21,09 min |
| 04    | Julia Spettel     | 1:21,58 min |
| 05    | Wiltrud Drexel    | 1:21,91 min |
| 06    | Monika Kaserer    | 1:22,22 min |
| 07    | Anni Stocker      | 1:22,45 min |
| 08    | Eveline Heissler  | 1:22,66 min |
| 09    | Dora Storm        | 1:22,93 min |
| 10    | Ingeborg Jochum   | 1:22,98 min |

Datum: 22. Februar 1969

Ort: Kaprun

### Slalom
| Platz | Name                | Zeit        |
| ----- | ------------------- | ----------- |
| 01    | Gertrud Gabl        | 1:21,50 min |
| 02    | Annemarie Pröll     | 1:22,11 min |
| 03    | Bernadette Rauter   | 1:22,28 min |
| 04    | Anni Stocker        | 1:24,31 min |
| 05    | Heidi Koler         | 1:24,92 min |
| 06    | Brigitte Buchberger | 1:25,22 min |
| 07    | Monika Kaserer      | 1:25,35 min |
| 08    | Heidi Zimmermann    | 1:25,98 min |
| 09    | Sigrid Eberle       | 1:26,02 min |
| 10    | Julia Spettel       | 1:26,16 min |

Datum: 20. Februar 1969

Ort: Kaprun

### Kombination
Die Kombination setzt sich aus den Ergebnissen von Slalom, Riesenslalom und Abfahrt zusammen.
| Platz | Name               | Punkte  |
| ----- | ------------------ | ------- |
| 01    | Annemarie Pröll    | 019,036 |
| 02    | Bernadette Rauter  | 025,961 |
| 03    | Heidi Zimmermann   | 057,193 |
| 04    | Monika Kaserer     | 074,715 |
| 05    | Anni Stocker       | 061,930 |
| 06    | Heidi Koler        | 083,112 |
| 07    | Julia Spettel      | 086,760 |
| 08    | Gudrun Resch       | 101,651 |
| 09    | Grete Karlbauer    | 102,958 |
| 10    | Brigitte Totschnig | 104,688 |